# Thanksgiving Tower
De Thanksgiving Tower is een wolkenkrabber in Dallas, Verenigde Staten. De kantoortoren, die aan 1601 Elm Street staat, werd in 1982 opgeleverd. Het dankt zijn naam aan het aangrenzende Thanks-Giving Square.

## Ontwerp
De Thanksgiving Tower is 196,54 meter hoog en telt 50 verdiepingen. Het heeft een oppervlakte van circa 130.064 vierkante meter, en is door HKS, Inc. in modernistische stijl ontworpen. Het ontwerp bevat inspringende hoeken, die vooral de grootte van het gebouw moesten verminderen, maar er ook voor zorgen dat een verdieping 16 hoekkantoren kan bevatten.